# Rhizoecus subcyperalis
Rhizoecus subcyperalis är en insektsart som beskrevs av Hambleton 1976. Rhizoecus subcyperalis ingår i släktet Rhizoecus och familjen ullsköldlöss. Inga underarter finns listade i Catalogue of Life.